# Équipe d'Haïti féminine de football
Cet article traite de l'équipe féminine. Pour l'équipe masculine, voir Équipe d'Haïti de football.
Maillots
L'équipe d'Haïti féminine de football est constituée par une sélection des meilleures joueuses haïtiennes de football féminin sous l'égide de la Fédération haïtienne de football et représente le pays lors des compétitions majeures. Elle est dirigée par l’entraîneur français : Malou Quignette. L’un des plus jeunes sélectionneurs de l’histoire du foot.

## Histoire
Lorsqu'en 2022 le magazine Goal nomme l'Haïtienne Melchie Dumornay « meilleure jeune joueuse du monde », c'est toute une génération dorée haïtienne qui est reconnue. Emmenée par Dumornay, Mondésir ou encore Éloissaint, cette équipe crée l'exploit en se qualifiant pour la coupe du monde U20 de 2018 aux dépens du Canada. Arrivée chez les seniors, cette génération permet à Haïti de rivaliser avec les grandes nations de la CONCACAF que sont les États-Unis, le Canada et le Mexique. La plupart des joueuses sont issues du centre de formation du Ranch de la Croix-des-Bouquets à Haïti, et jouent aujourd'hui en France ou aux États-Unis. Le 9 avril 2022, lorsque les Grenadières remportent la plus large victoire de leur histoire face aux Îles Vierges britanniques (21-0), dix-huit buts haïtiens sont d'ailleurs inscrits par des joueuses évoluant en France (12 par des joueuses de D1 et 6 par des joueuses de D2).
La réussite de l'équipe d'Haïti est cependant menacée par les scandales d'abus sexuels sur les joueuses des sélections de jeunes et l'insécurité en Haïti qui coupe l'accès des joueuses au centre d'entraînement.
Le 22 février 2023, à Auckland, grâce à sa victoire face au Chili (2-1) en finale des barrages, l'équipe féminine haïtienne se qualifie pour la première fois de son histoire pour une coupe du monde. Haïti, pour sa première participation, est éliminée dès le premier tour de la Coupe du monde 2023 en terminant dernière du groupe D avec 3 défaites en autant de rencontres disputées et aucun but inscrit. Toutefois, les Grenadières ont fait preuve d'une farouche résistance lors de la plupart de leurs rencontres, ne concédant aucune défaite par plus de 2 buts d'écart ; en outre la plupart des défaites ont été dues à des penalties traduisant une certaine inexpérience (un penalty encaissé à chaque match se traduisant en but, à l'instar des 2 défaites 0-1 contre l'Angleterre et la Chine, tandis que le revers 0-2 contre le Danemark a aussi vu l'ouverture du score adverse concédée à la suite d'un penalty). Haïti pourra nourrir des regrets sur le match perdu face à la Chine, puisque les Grenadières ont évolué durant une grande partie de la rencontre en supériorité numérique à la suite d'un carton rouge adverse sans réussir à être réaliste, tandis que l'arbitrage de ce match a été litigieux après qu'un penalty haïtien ait été oublié en fin de partie.

## Classement FIFA
| Année               | 2003 | 2004 | 2005 | 2006 | 2007 | 2008 | 2009 | 2010 | 2011 | 2012 | 2013 | 2014 | 2015 | 2016 | 2017 | 2018 | 2019 | 2020 | 2021 | 2022 |
| ------------------- | ---- | ---- | ---- | ---- | ---- | ---- | ---- | ---- | ---- | ---- | ---- | ---- | ---- | ---- | ---- | ---- | ---- | ---- | ---- | ---- |
| Classement mondial  | 55   | 57   | 56   | 57   | 59   | 57   | 92   | 63   | 62   | 59   | 54   | 61   | 68   | 63   | 119  | 73   | 68   | 62   | 62   | 55   |
| Classement Concacaf | 6    | 6    | 6    | 6    | 6    | 6    |      | 6    | 6    | 6    | 6    | 6    | 6    | 5    |      |      | 7    | 7    | 7    | 6    |

## Parcours dans les compétitions internationales

### Parcours enCoupe du monde
| Édition | Performance   | J | V | N | D | Bp | Bc |
| ------- | ------------- | - | - | - | - | -- | -- |
| 1991    | Non qualifiée | - | - | - | - | -  | -  |
| 1995    | Non qualifiée | - | - | - | - | -  | -  |
| 1999    | Non qualifiée | - | - | - | - | -  | -  |
| 2003    | Non qualifiée | - | - | - | - | -  | -  |
| 2007    | Non qualifiée | - | - | - | - | -  | -  |
| 2011    | Non qualifiée | - | - | - | - | -  | -  |
| 2015    | Non qualifiée | - | - | - | - | -  | -  |
| 2019    | Non qualifiée | - | - | - | - | -  | -  |
| 2023    | 1er tour      | 3 | 0 | 0 | 3 | 0  | 4  |
| Total   | 1/9           | 3 | 0 | 0 | 3 | 0  | 4  |

### Parcours enChampionnat féminin de la CONCACAF
- 1991 : 4e
- 1993 : Non qualifié
- 1994 : Non qualifié
- 1998 : 1er tour
- 2000 : Non qualifié
- 2002 : 1er tour
- 2006 : Non qualifié
- 2010 : 1er tour
- 2014 : 6e
- 2018 : Non qualifié
- 2022 : 1er tour

### Parcours auxJeux olympiques d'été
- 1996 : Non qualifié
- 2000 : Non qualifié
- 2004 : Non qualifié
- 2008 : Non qualifié
- 2012 : Non qualifié
- 2016 : Non qualifié
- 2020 : Non qualifié
- 2024 : Non qualifié

## Effectif
Les joueuses suivantes sont sélectionnées pour prendre part à la Coupe du monde 2023

### Appelées récemment
Les joueuses suivantes ne font pas partie du dernier groupe appelé mais ont été retenues en équipe nationale lors des douze derniers mois.
Les joueuses qui comportent le signe , sont blessées ou malades au moment de la dernière convocation.
| Pos. | Nom                 | Date de Naissance | Sél. | Buts | Club          | Dernier appel             |
| ---- | ------------------- | ----------------- | ---- | ---- | ------------- | ------------------------- |
| DF   | Claire Constant     | 13 octobre 1999   | 3    | 0    | SCU Torreense | vs Chili, 22 février 2023 |
| AT   | Rose-Alya Marcellus | 22 mars 2003      | 1    | 2    | GPSO 92 Issy  | vs Chili, 22 février 2023 |